# Cryptanthus osiris
Espèce
Cryptanthus osiris est une espèce de plantes de la famille des Bromeliaceae, endémique du Brésil et décrite en 1982 par Wilhelm Weber.

## Distribution
L'espèce est endémique de l'est de l'État de Bahia à l'est du Brésil.

## Description
Selon la classification de Raunkier, l'espèce est hémicryptophyte.